# Hypselodoris pulchella
Hypselodoris pulchella is een slakkensoort uit de familie van de Chromodorididae. De wetenschappelijke naam van de soort is, als Doris pulchella, voor het eerst geldig gepubliceerd in 1828 door Rüppell & Leuckart.